# Alfonso Gibilaro
Alfonso Gibilaro, né le 28 septembre 1888 à Porto Empedocle et mort le 5 janvier 1957[Où ?], est un pianiste, chef de chant, arrangeur musical et compositeur sicilien. Deux de ses pièces maîtresses — un Ave Maria ainsi qu'un chant en dialecte sicilien intitulé Carrettieri — ont été popularisées par l’interprétation et les enregistrements sonores effectués par le célèbre ténor italien Beniamino Gigli pour le compte de la firme His Master's Voice.

## Biographie
Alfonso Gibilaro naît le 28 septembre 1888 à Porto Empedocle,.
En 1897, à l'âge de neuf ans, il se rend à Palerme pour entrer au conservatoire de musique Vincenzo-Bellini (it) où il côtoie Gino Marinuzzi comme camarade de classe,.
Au début des années 1910, il quitte Palerme, direction l'Angleterre, en quête de meilleures opportunités de travail destinées à favoriser le développement de sa carrière artistique.
Après une brève incursion au sein d'une formation musicale œuvrant en bordure de plage à Weston-super-Mare, il se rend ensuite à Londres en 1911 où il joue au Ritz, puis devient pianiste au Méridien Piccadilly Hotel dans l'orchestre du violoniste et compositeur David De Groot.
En mai 1916, il devient, par mariage, le beau-frère du chef d'orchestre John Barbirolli, (alias Tita) lorsqu'il épouse la sœur de ce dernier, la pianiste Rosa (Rosie) Barbirolli,.
Le couple qui, entre temps, a donné naissance à un heureux événement, emménage avec leur fille Maria à Marchmont Street. L'entente, cordiale voire quasi « clanique », entre les « Barbirolli » — Alfonso (Fofo) et John (Tita) ainsi que la belle famille — est au beau fixe, scellée par une franche camaraderie et une solide amitié sur fond d'affinités musicales prolixes. Alfonso dédiera d'ailleurs l'une de ses compositions à l'épouse de Tita, la hautboïste Evelyn Barbirolli (en) : l’œuvre sera donnée en création mondiale en 1948 sous la baguette de John Barbirolli,.
Il meurt le 5 janvier 1957[Où ?].

## Œuvres

### Compositions
- 1919 : Burlesque serenade[H 5] (version pour piano seul)
- c1937 en concert[H 3], publié en 1947[3] : Fantasia on British Airs, pour hautbois et orchestre à cordes[3],[H 3]
- 1948 : Ronde des marionnettes[5],[10]
- 1948 : Burlesque serenade[H 5] (version orchestrale)
- 1948 : Four Sicilian Miniatures[9],[8]
- 1949 : Carrettieri[H 8],[11],[12]
- 1950 : Alba e tramonto[H 9],[13]
- 1950 : Menuet de la poupée[6],[4],[14],[H 6],[10]
- 1952 : Fête d'enfants[10], suite pour orchestre
  1. - Ouverture
  2. - [réf. incomplète]
  3. - Parade des Pierrots[H 10],[10]
- 1952 : A woodland madrigal[H 11],[15]
- 1952 : Amicu ventu[16] [The Lone Sailor]
- 1953 : Ave Maria[H 12],[17],[H 13]

### Arrangements musicaux
- c1930 — Richard Wagner : Tannhäuser[H 4],[18],[19]
- c1930/32 — Malcolm Sargent : Fantasia on Sea Shanties[H 14],[20]
- 19?? — Niccolò Paganini : Moto perpetuo[21]
- 1946 — John Field : Nocturne[22]